# رایفلینگ
رایفلینگ (به آلمانی: Reifling) یک منطقهٔ مسکونی در اتریش است که در مورتال واقع شده‌است. رایفلینگ ۱۶٫۲۲ کیلومتر مربع مساحت دارد ۸۱۵ متر بالاتر از سطح دریا واقع شده‌است.